# Fonds Darstellende Künste
Der Fonds Darstellende Künste ist ein im Jahr 1985 in Bonn gegründeter deutscher Bundeskulturförderfonds. Seit 1987 fördert er bundesweit professionell arbeitende Künstler und Kollektive aller Sparten der Freien Darstellenden Künste. Seit 2010 hat er seinen Sitz in Berlin.

## Förderprogramme und Schwerpunkte
Der Fonds bot bis 2020 jährlich vier Antragsfristen und drei Förderprogramme (Projekt-, Initial- und Konzeptionsvorhaben), innerhalb derer Künstler und Gruppen ihre Vorhaben zu geplanten Produktionen oder Recherchen einreichen können. Seit 2020 verantwortet der Fonds die durch Neustart Kultur ermöglichten Förderlinien #TakeThat und #TakeHeart, die zu Erhalt und Stabilisierung der freiproduzierenden Theaterlandschaft während der Pandemie beiträgt. Ein gewähltes Kuratorium, bestehend aus Vertretern von Kulturinstitutionen, Produktionshäusern, Festivals, Verbänden und Künstlern wählt aus eingereichten Anträgen bundesweit bedeutende Vorhaben, Einzelprojekte und Projektkonzeptionen aus, die sich mit gesellschaftlich relevanten Themen auseinandersetzen oder künstlerisch bedeutend sind. Der Fonds berücksichtigt alle Arbeitsfelder und Sparten der Darstellenden Künste, u. a. Schauspiel, Musiktheater, Tanz, Figuren- und Objekttheater, Performance und Theater für junges Publikum. Im Zeitraum von 2020 bis 2022 hat der Fonds 160 Millionen Euro Pandemiemittel an Künstler vergeben.
Mit zusätzlichen Sonderprogrammen, wie Homebase, Konfiguration oder Global Village Labs greift der Fonds gesellschaftliche Herausforderungen und Themen wie Diversität, Digitalisierung, Kunst im ländlichen Raum und die Fortentwicklung ästhetisch-künstlerischer Formate auf. Damit zeigt er die künstlerische wie gesellschaftliche Relevanz der frei produzierenden Künste auf und schafft Anlässe zur Qualifizierung und Fortentwicklung. Seine Zuwendungen für die Förderung von Kunst und Kultur erhält der Fonds durch den Beauftragten der Bundesregierung für Kultur und Medien.
Der Fonds fördert nicht nur Projekte, sondern ist auch Service- und Beratungspartner für frei produzierende Künstler, Kollektive und Institutionen.
Zudem nimmt der Fonds die Rolle des Vermittlers und Mitgestalters zwischen Kulturpolitik und Künstlern wahr, wie etwa durch das „Bundesforum“, das er gemeinsam mit dem Bundesverband Freie Darstellende Künste ausrichtet, und das als „Bündnis für die frei produzierenden Darstellenden Künste“ eine Plattform in der bundesweiten Förderlandschaft darstellt. Das Bundesforum bringt Künstler und Akteure mit Vertretern von Förderinstitutionen zusammen, um gemeinsam über die inhaltliche und strukturelle Ausrichtung für länderübergreifende Initiativen sowie bundesweit agierende Förderinstitutionen der Freien Darstellenden Künste zu diskutieren und eine Vernetzung zu etablieren.
Der Fonds Darstellende Künste würdigt darüber hinaus herausragende Arbeiten, Kollektive und Künstler der Freien Darstellenden Künste mit dem Tabori Preis, der jährlich an herausragende professionelle frei produzierende Ensembles und Künstler vergeben wird. Dabei handelt es sich um die höchste Auszeichnung in den Freien Darstellenden Künsten.
2022 wurde der Fonds im Rahmen des Branchentreffens der freien darstellenden Künste mit dem Bühnenheld*innenpreis ausgezeichnet.

## Mitgliedsverbände
- ASSITEJ Bundesrepublik Deutschland e. V.
- Bund Deutscher Amateurtheater e. V.
- Bund der Theatergemeinden e. V.
- Bund Deutscher Volksbühnen e. V.
- Bundesarbeitsgemeinschaft Spiel und Theater e. V.
- Bundesverband Freie Darstellende Künste e. V.
- Bundesverband Theater im Öffentlichen Raum e. V.
- Dachverband Tanz Deutschland e. V.
- Deutscher Berufsverband für Tanzpädagogik e. V.
- Deutscher Bühnenverein
- Genossenschaft Deutscher Bühnen-Angehöriger (GDBA)
- Internationales Theaterinstitut (ITI)
- Interessenverband Deutscher Schauspieler e. V.
- ver.di Bundesvorstand
- Verband Deutscher Puppentheater e. V.
- UMIMA-Zentrum BRD e. V.

## Vorstand und Geschäftsführung
- Wolfgang Schneider (ASSITEJ Bundesrepublik Deutschland)
- Amelie Deuflhard (Kampnagel)
- Anne-Cathrin Lessel (LOFFT - Das Theater)
- Holger Bergmann (Geschäftsführer des Fonds)